# Bukovica Mala (Doboj)
Bukovica Mala (szerbül: Мала Буковица), település Bosznia-Hercegovinában, a Szerb Köztársaság északi régiójában Doboj községben. 

## Fekvése
A település Bosznia-Hercegovina északi részén, Dobojtól légvonalban 4, közúton 7 km-re északnyugatra, a Krnjin régióban, a Boszna-folyó bal partján, 160-325 méteres magasságban található. Itt ömlik a Rudanka-patak a Bosznába.

## Népessége
| Nemzetiségi csoport | Népesség 1991 | Népesség 2013 |
| ------------------- | ------------- | ------------- |
| Szerb               | 343           | 710           |
| Bosnyák             | 287           | 64            |
| Horvát              | 56            | 4             |
| Jugoszláv           | 62            | 2             |
| Egyéb               | 68            | 8             |
| Összesen            | 816           | 788           |

## Története
A település 1878-ig tartozott az Oszmán Birodalomhoz, ekkor a berlini kongresszus határozata alapján az Osztrák-Magyar Monarchia része lett. 1879-ben az első osztrák-magyar népszámlálás során a Tešanji járáshoz és Doboj községhez tartozó településnek 38 háztartása, 124 ortodox, 50 muszlim és 19 római katolikus lakosa volt. 1910-ben a Dervetai járáshoz tartozó településen 67 háztartást, 146 ortodox, 123 muszlim és 46 római katolikus lakost találtak. A monarchia szétesésével 1918-ban előbb a Szerb-Horvát-Szlovén Királyság, majd 1929-től a Jugoszláv Királyság része lett. Az 1929-es törvény értelmében, amikor Bosznia-Hercegovinát négy banovinára, Drinskára, Vrbaskára, Zetskára és Primorskára osztották, a település a Vrbaska banovina része lett, amelynek székhelye Banja Luka volt.
A második világháborúban Jugoszlávia megszállása után a Független Horvát Állam (NDH) része lett. A második világháború után 1992-ig a település a szocialista Jugoszlávia keretében a Bosznia-Hercegovinai Népköztársaság része volt. A boszniai háborút lezáró daytoni békeszerződés rendelkezése alapján az ország területét felosztották a Bosznia-hercegovinai Föderáció és a boszniai Szerb Köztársaság között.  A békeszerződés utáni területmegosztási megállapodás értelmében a Boszniai Szerb Köztársasághoz és Doboj községhez került. 